# Annuario Pontificio
«Annuario Pontificio» (с итал. — «Папский Ежегодник») — статистический ежегодник, издаваемый в Ватикане на итальянском языке с 1912 года церковными властями Римско-Католической Церкви. «Annuario Pontificio» содержит список и подробную информацию о всех официальных лицах и территориальных учреждениях Римско-Католической Церкви. Помимо этого, на его страницах изложена подробная статистика о каждой административно-территориальной единице, собранная за прошедший год. В статистике указывается наименование административно-территориальной единицы Римско-Католической Церкви, ординарий этой церковной структуры, её официальный адрес и контактные данные, а также другая разнообразная статистика, касающаяся численности духовенства, монашествующих и численности верующих.

## История
Подобные статистические справочники под названием «Notizie per anno» нерегулярно издавались Ватиканом в период с 1716 по 1859 год. В 1851 году Ватикан начал издавать справочник «Gerarchia di Santa Chiesa Cattolica Apostolica Romana e di ogni rito, con notizie storiche» с историческими данными. В 1860 году этот справочник получил название «Annuario Pontificio». В 1870 году Ватикан прекратил издание «Annuario Pontificio».
В 1872 году частная типография Tipografia dei Fratelli Monaldi стала издавать неофициальным образом статистический справочник «Gerarchia cattolica e la Corte Pontificia per l’anno». В 1885 году Ватиканская типография «Tipografia Vaticana» стала издавать полуофициальные статистические справочники. С 1899 по 1904 год эти справочники стали именоваться официальным статистическим изданием Ватикана. В 1904 году актом Acta Sanctae Sedis эти справочники окончательно объявлены официальным изданием Святого Престола. В 1912 году данный ежегодник стал именоваться «Annuario Pontificio». С 1912 по 1924 годы данный справочник включал в себя только списки должностных лиц и краткие заметки о Ватиканских конгрегациях. С 1940 года «Annuario Pontificio» издаётся ежегодно ватиканским издательством Libreria Editrice Vaticana и включает в себя подробную информацию о существующих структурах Римско-Католической Церкви.
В 1898—1948 годах во Франции выходил «Annuaire Catholique Pontifical», который не только дублировал итальянское издание, но и давал большое количество материалов по текущей жизни Католической Церкви и по церковной истории. Всего на французском языке был издан 41 том. Объём каждого тома около 800 страниц.
В России полные подборки «Annuaire Catholique Pontifical» (1898-1948 гг.) и «Annuario Pontificio» (с 1912 г. по 2014 г.) имеются в московском (Онежская ул., район Головино) римско-католическом оратории св. Пия V (принадлежат приору оратория)[значимость факта?].